# Idotea whitei
Idotea whitei är en kräftdjursart som beskrevs av William Stimpson 1864. Idotea whitei ingår i släktet Idotea och familjen tånglöss. Inga underarter finns listade i Catalogue of Life.